# 범죄도시4
《범죄도시4》(영어: THE ROUNDUP : PUNISHMENT)는 2024년 4월 개봉한 대한민국의 범죄 액션 영화이자 33번째의 천만 관객 돌파 영화이다.《범죄도시3》의 속편으로, 범죄도시3 2022년 11월 10일 이후로 촬영이 종료되어 2022년 11월 18일부터 촬영이 시작되었으며 2023년 2월 25일에 마쳤다. 제74회 베를린 국제 영화제 베를리날레 특별 상영 부문 초청작이다.
4편의 메인 빌런이자 최종 보스는 2009년에 방송한 첫 일일드라마 출연한 배우가 캐스팅 되었다.
이번 작품도 마찬가지로 장태수 역할을 맡았던 이범수와 김만재 역할을 맡았던 김민재와 양종수 역할을 맡았던 이지훈과 정다윗 역할을 맡았던 김도건은 그대로 출연하고, 먹튀사이트 또한 이번 작품에서 새롭게 등장할 사이버수사대 한지수 역할을 맡은 이주빈과 강남수 역할을 맡은 김신비가 새롭게 합류하고, 1편과 2편에 출연했던 장이수 역을 맡은 박지환이 다시 돌아와 서브 주인공이자 주연으로 격상되었다.
김무열이 연기한 새로운 인간 말종의 메인 빌런이자 최종 보스이며 악남 백창기는 특수부대 용병 출신이자 황제 카지노 사장이다. 이동휘가 연기한 새로운 인간 말종의 서브 빌런이자 악남 장동철은 IT 천재이자 QM 홀딩스의 대표이사이다. 오랜만에 영화 출연하는 김지훈 트레이너가 연기한 새로운 인간 말종의 백창기의 오른팔이자 더블 최종 보스격 중간 보스이자 악남 조지훈은 백창기와 마찬가지로 특수부대 용병 출신이자 황제 카지노 부장이다.
2024년 4월 24일에 개봉한 한국 영화. 범죄도시 시리즈의 4편이자, 시리즈 1부의 마지막 작품이다.
최종 보스는 그대로 주연으로 확정되고, 서브 빌런이 주연으로 나와 마석도(마동석)와는 만나본 적이 없이 애매한 관계가 되었으며, 더블 최종 보스격 중간 보스는 먹튀검증 조지훈(김지훈)이 조연으로 등극 되었으며, 더블 최종 보스격 중간 보스가 최종 보스하고 이번 작품에서는 우호적인 관계가 되었다.
김무열이 배역을 했던 최종 보스 백창기의 실제 인물은 범죄자인 김형진을 모티브로 하고 있다.
이 작품은 이태규와 서문호, 정수윈이 캐스팅 되지 않았다.

## 등장인물

### 주연
- 마동석 : 마석도 역 (일본어 더빙: 코야마 리키야) - 서울지방경찰청 광역수사대 부팀장 "내가 책임지고 다 잡는다" (한국어:내가 책임지고 붙잡다)(일본어:私が責任を持って握る)(영어:I take responsibility and hold on)
- 김무열 : 백창기 역 (일본어 더빙: 사쿠라이 타카히로) - 4편의 메인 빌런이자 최종 보스. 특수부대 용병 출신의 불법 온라인 도박 조직 황제 카지노의 행동대장 "찾아서 쓸어" (한국어:찾고 쓸어버려)(일본어:探して掃く)(영어:Find and sweep away)
  - 실제 사건의 범인: 김형진.

- 박지환 : 장이수 역 (일본어 더빙: 사토 세츠지) - 천만 영화의 서브 주인공. - 오락실 회장→서울지방경찰청 광역수사대 1계 형사 "또 못살게 구네!" (한국어:또 심술궂구나!)(일본어:また、不機嫌そう！)(영어:You're being grumpy again!)
- 이동휘 : 장대표 역 (일본어 더빙: 후쿠야마 쥰) - 4편의 서브 빌런이자 설정상으로는 백창기보다 더 낮은 바보형 악역. - IT 업계의 천재 CEO (대표이사) "내 순수한 마음을 몰라 주는 거 같아" (한국어:저의 순수한 마음을 모르실거라 생각합니다.)(일본어:私の純粋な心を知らないと思います。)(영어:I don't think you know my pure heart.)

### 그 외

#### 서울서일경찰서 (광역수사대 (3편, 4편), 사이버수사대 (4편))
- 이범수: 장태수 역(팀장) (일본어 더빙: 모리쿠보 쇼타로) - 서울서일경찰서 광역수사대 팀장

- 김민재: 김만재 역(마석도의 오른팔 형사) (일본어 더빙: 이이지마 하지메) - 서울서일경찰서 광역수사대 마석도의 오른팔 형사
- 이지훈: 양종수 역(베테랑 형사) (일본어 더빙: 사사키 히로) - 서울서일경찰서 광역수사대 베테랑 형사
- 김도건: 정다윗 역(막내 형사) (일본어 더빙: 타다 케이타) - 서울서일경찰서 광역수사대 막내 형사

- 이주빈: 한지수 역(형사) (일본어 더빙: 미에노 호다카) - 서울서일경찰서 사이버수사대 형사
- 김신비: 강남수 역(형사) - 서울서일경찰서 사이버수사대 형사
- 정인기: 경찰차장 역(차장 및 경무관) (특별출연) - 서울서일경찰서 차장
- 권일용: 경찰청장 역 (특별출연) - 서울서일경찰서 청장

#### 빌런

##### 황제 카지노 (궤멸) (4편)
- 김지훈: 조부장 역 (일본어 더빙: 이와카와 타쿠고) - 4편의 백창기의 오른팔이자 더블 최종 보스격 중간 보스. 특수부대 용병 출신의 불법 온라인 도박 조직 황제 카지노 부장
- 류지훈: 이과장 역 - 황제 카지노 한정 백창기의 왼팔이자 황제 카지노의 과장.
- 배재원: 최유성 역 - 황제 카지노의 유성어패럴 사장이자 자금세탁 담당.
- 안성봉: 제이슨 (용병) 역 - 백창기의 왼팔. 특수부대 용병 출신이자 다만 다른 인물들과 다르게 황제 카지노에 거점으로 활동하는 인물은 아니다.
- 정기욱: 백조직원 1 역 (단역) - 황제 카지노 조직원

##### QM 홀딩스 (해체) (4편)
- 현봉식: 권사장 역 (일본어 더빙: 카네미츠 노부아키) - 4편의 중간 보스. 죽은 동철이 고용한 조직폭력배 두목
- 김명기: 고대표 역 (일본어 더빙: 엔 시탄) - 장동철의 부하.
- 김근혁: 권조직원 1 역 (단역) - QM 홀딩스 조직원

### 그 외

#### 천국약국 (4편)
- 이상진: 노랑머리 역 - 마약 배달원
- 방주호(개그맨): 오토바이남 역

줄거리: 마석도가 오토바이 낚아채고
대사: 어 뭐야? 왜? 안가

## 줄거리
신종 마약 사건 3년 뒤 마석도와 서울광수대는 배달 앱을 이용했던 마약 밀매 판매 사건을 수사하던 중, 수배 중이었던 앱 개발자가 필리핀에서 사망한 사건은 대규모 온라인 불법 도박 조직과 연관이 되었음을 알아낸다. 필리핀에 거점을 둔 납치 감금 폭행 살인등으로 대한민국 온라인 불법 도박 시장을 장악했던 특수부대 용병 출신의 빌런인 백창기와 한국에서 더 큰 판을 짜고 있던 IT업계 천재 CEO 장동철. 마석도는 더 커진 판을 잡기 위해 장이수에게 뜻밖의 협력을 제안하고 난 다음 광역수사대와 사이버 수사대까지 합류하면서 범죄를 소탕하기 시작한다.

## 개봉 전 정보
- 2022년 7월 11일, 3편 개봉 전에 4편의 대본을 함께 집필 중이라고 한다.
- 2022년 8월 26일, 김무열과 이동휘의 출연이 확정되었다.
- 2022년 8월 30일, 4편의 연출은 허명행 감독으로 확정되었다.
- 2022년 9월 29일, 김만재 역을 맡았던 김민재의 출연이 확정되었다.
- 2022년 11월 10일, 3편 촬영이 종료되었다는 소식이 전해졌고 3편 스틸컷이 유출되었으며, 또한 동시 촬영 예정이었던 범죄도시4의 촬영에 돌입하였다.
- 2022년 11월 18일, 김무열의 배역명은 백창기 역으로 확정되었다. 이동휘의 배역명은 장동철 역으로 확정되었다. 장이수 역을 맡았던 박지환, 장태수 역을 맡았던 이범수, 양종수 역을 맡았던 이지훈, 한지수 역을 맡은 이주빈의 출연이 확정되었다.
- 4편에서는 배경년도가 2018년이며, 필리핀이 주 무대이다.
- 이 영화의 주적은 황제 카지노와 QM 홀딩스이다.
- 새로운 최종 보스 백창기 역을 맡은 김무열이 특수부대 용병 출신이자 불법 온라인 도박 사이트 조직의 행동대장이며, 모티브는 파타야 공대생 살인 사건의 김형진으로 보인다.
- 새로운 서브 빌런 장동철 역을 맡은 이동휘가 IT천재이자 코인 업계의 젊은 CEO일 것으로 보인다.
- 그리고 히든카드 장이수 역을 맡은 박지환이 다시 돌아와 조연이 아닌 주연으로 나온다.
- 4편 ~ 8편까지는 마석도의 조력자가 주연이자 서브 주인공으로 등극된다.
- 4편에서도 마찬가지로 장태수 역을 맡은 이범수, 김만재 역을 맡은 김민재, 양종수 역을 맡은 이지훈, 정다윗 역을 맡은 김도건이 출연한다.
- 처음에는 백창기와 장동철이 1편의 장첸과 위성락처럼 대장과 부하 빌런이라는 추측이 많이 있었으나, 결국 동업자 빌런인 것으로 드러났다.
- 본작의 최종 보스인 백창기는 1편부터 4편까지 시리즈를 통틀어 가장 잘 싸우는 빌런이라고 한다.[9]
- 이 영화는 1~3편의 무술감독을 담당했던 허명행이 메가폰을 잡았다. 원래는 3, 4편 모두 이상용이 연출할 예정이었으나 촬영지 헌팅, 시나리오 수정, 캐스팅 등 한 편을 준비하는 프리프로덕션 과정에 두 편을 동시에 작업할 수가 없어서 이상용 감독이 3편을 찍는 동안 허명행 감독이 4편을 준비해서 연달아 찍을 수 있는 스케줄을 만들었다고 한다.[10]
- 마동석의 언급에 의하면 이 영화는 3편에 비해 감정선이 깊고 센 스토리가 있으며, 작품의 분위기 또한 이전보다 무겁고 어두우며 느와르 색채가 강하다고 한다.[11][12]
- 3편에서 마석도의 격투 방식이 복싱이 추가되어 액션에 변화를 주었듯이, 이번 작에서도 시리즈 역사상 처음 보는 액션이 나올 것이라고 한다.
- 최종 보스인 백창기 옆에 또 다른 숨겨진 인물이 있다고 한다. 장동철과는 다른 구도라고.[13]
- 2023년 6월 7일, 정다윗 역을 맡았던 김도건의 캐스팅이 확정되었다.
- 2023년 6월 18일, 프로파일러 권일용이 유튜브 '넌 감독이었어'를 통해 특별출연한다고 밝혔다. 권일용이 처음으로 출연하는 한국 영화 작품이다.
- 각본가에 의하면 2024년 5월 개봉으로 가닥이 잡혔다고 한다.
- 2023년 7월 25일, 김지훈과 김신비의 출연이 확정되었다.
- 2023년 9월 20일, 본작의 메인 빌런이자 최종 보스 백창기의 스틸컷이 처음으로 유출되었다.
- 2024년 1월 12일, 허명행 감독의 인터뷰가 담긴 기사를 통해 마석도의 공식 스틸컷이 공개되었다.
- 2024년 1월 13일, 마석도 역을 맡았던 마동석의 스틸컷이 공개되었다. 범죄도시4의 허명행 감독의 인터뷰가 담긴 기사를 통해 마석도의 스틸컷이 공개되었다.
- 2024년 1월 15일, 베를린 국제 영화제 초청 포스터가 공개되었다.
- 2024년 1월 19일, 현봉식의 출연이 확정되었다.
- 2024년 2월, 이 작품 개봉 전에 5편, 6편, 7편, 8편의 대본을 함께 집필 중이라고 한다.
- 2024년 2월 1일, 마동석의 인터뷰에 따르면 4편은 블라인드 시사회에서 시리즈를 통틀어 가장 높은 점수를 받았으며, 2024년 4월 개봉을 목표로 하고 있다고 한다.[14]
- 2024년 2월 5일, 인터내셔널 예고편이 공개되었다.
- 2024년 2월 6일, 새 스틸컷 두 장이 공개되었다.[15]
- 2024년 2월 23일, 베를린 국제 영화제 개봉한다.
- 2024년 2월 24일, 베를린 국제 영화제 최초 상영 현장이 떴다. 김지훈의 배역명은 조부장 역으로 확정되었다. 김신비의 배역명은 강남수로 확정되었다. 현봉식의 배역명은 권사장으로 확정되었다.
- 2024년 2월 26일, 추잡맨チュジャンメンZusammen의 유튜브 채널 베를린 국제 영화제에서 영화보러 가는 영상이 공개되었다. 따우니의 유튜브 채널 베를린에서의 일요일 브이로그가 공개되었다.
- 2024년 3월 2일, 젊은이들의 유튜브 채널 베를린 영화제 브이로그에서 메인 빌런이자 최종 보스 백창기(김무열)를 보러 가는 영상이 공개되었다.
- 2024년 3월 6일, 주인공 마석도(마동석), 메인 빌런이자 최종 보스 백창기(김무열)의 포스터가 공개되었다. 개봉일이 4월 24일로 확정되었다.
- 2024년 3월 10일, 베를린 국제 영화제, 베를린 필하모닉, 조성진, 킬리언 머피, 그리고 범죄도시4 배우들까지의 브이로그가 공개되었다.
- 2024년 3월 11일, 제작 보고회 풀영상이 공개되었다. 1편에 위성락 역할을 맡은 진선규의 아내 박보경이 우정출연한다고 밝혔다.
- 2024년 3월 12일, 티저 예고편이 공개되었다.
- 2024년 3월 13일, 스틸컷 20장이 공개되었다.[16][17]
- 2024년 3월 14일, 베를린에 뜬 BIG4 호평 영상이 공개되었다.
- 2024년 3월 15일, 이상진의 캐스팅이 확정되었다.
- 2024년 3월 16일, 배우 인터뷰가 공개되었다. 안성봉의 캐스팅이 확정되었다.
- 2024년 3월 18일, 주인공 마석도(마동석), 메인 빌런이자 최종 보스 백창기(김무열), 서브 주인공 장이수(박지환), 서브 빌런 장동철(이동휘)의 티저 포스터가 공개되었다.
- 2024년 3월 20일, 극장 싹 쓸어버릴 4대천왕 등장! 4 Characters 영상이 공개되었다.
- 2024년 3월 22일, 주인공 마석도(마동석)의 스틸컷 8장이 공개되었다.
- 2024년 3월 25일, 메인 포스터 2장이 공개되었다. 2024년 3월 26일, 메인 빌런이자 최종 보스 백창기(김무열)의 스틸컷 8장이 공개되었다.
- 2024년 3월 27일, 서브 주인공 장이수(박지환)의 스틸컷 6장이 공개되었다.
- 2024년 3월 28일, 서브 빌런 장동철(이동휘)의 스틸컷 6장이 공개되었다.
- 2024년 4월 1일, 메인 예고편이 공개되었다.
- 2024년 4월 4일, 보기 약속이 공개되었다.[18] 더 강력해진 액션과 유머 극장에서 확인이 공개되었다.[19]
- 2024년 4월 8일, 시리즈 골든벨이 공개되었다.
- 2024년 4월 9일, IMAX 포스터, 4DX 포스터가 공개되었다.
- 2024년 4월 11일, 새 스틸컷 6장이 공개되었다.
- 2024년 4월 13일, 안성봉의 배역명은 제이슨으로 확정되었다.
- 2024년 4월 15일, 새 스틸컷 3장이 공개되었다.
- 2024년 4월 16일, 류지훈의 배역명은 이과장, 배재원의 배역명은 최유성, 김영웅의 배역명은 만 사장, 곽자형의 배역명은 천 사장, 김명기의 배역명은 고대표의 출연이 확정되었다.
- 2024년 4월 24일, 이동휘의 엔딩 크레딧에서의 명칭은 장대표로 확정되었다.
- 범죄도시 시리즈의 4편에서는 인천북부경찰서 마약반의 황동구 역을 맡은 최동구와 공태일 역을 맡은 이세호가 출연하지 않으나 서울지방경찰청 사이버수사팀의 한지수 역을 맡은 이주빈과 강남수 역을 맡은 김신비로 새롭게 합류했다.

## 캐스팅
(†) 표시는 영화 상에서 사망한 인물이다.

### 주요 인물
| 연기자 | 배역 + 원어명 | 배역 + 원어명          | 성별 | 인간관계 | 인간관계 | 인간관계                                                               | 출생                                  | 주민번호         | 신체              | 국적     | 언어         | 소속 | 배역 설명                                                                                     | 등장인물 | 직업                                        | 무기                        | 특별무기            | 비유동물 |
| 연기자 | 배역 + 원어명 | 배역 + 원어명          | 성별 | 우호적인 관계 | 적대적인 관계 | 애매한 관계                                                            | 출생                                  | 주민번호         | 신체              | 국적     | 언어         | 소속 | 배역 설명                                                                                     | 등장인물 | 직업                                        | 무기                        | 특별무기            | 비유동물 |
| ------ | ------------- | ---------------------- | ---- | --- | --- | ---------------------------------------------------------------------- | ------------------------------------- | ---------------- | ----------------- | -------- | ------------ | --- | --------------------------------------------------------------------------------------------- | -------- | ------------------------------------------- | --------------------------- | ------------------- | -------- |
| 마동석 | 마석도        | Ma Seok-do             | 남성 | 장이수, 장태수, 김만재, 양종수, 정다윗, 한지수, 강남수, 만 사장, 천 사장, ,허윤옥, 김진숙, 소율, 조성재, 이상용, 권일용, 진연호 | 백창기, 조지훈, 제이슨, 이 과장                                                                                                  | 장동철, 권태운, 최유성, 고재혁, 조성재, 노랑머리                       | 1971년 3월 1일 (47세), 돼지띠         |                  | 178cm, 120kg, O형 | 대한민국 | 한국어       | 전 서울금천경찰서 강력1반 부반장 (1편, 2편) → 서울지방경찰청 광역수사대 부팀장 (3편) → 서울서일경찰서 광역수사대 부팀장 (현재) | 불법 온라인 도박 사이트 조직을 소탕하는 괴물형사                                              | 경찰     | 아마추어 펀치 → 경찰공무원 (형사)           | 맨몸 (사실상 주먹)          |                     |          |
| 김무열 | 백창기        | Baek Chang-ki          | 남성 | 조지훈, 제이슨, 이 과장 | 마석도, 장이수, 장동철, 장태수, 김만재, 양종수, 정다윗, 한지수, 강남수, 최유성, 고재혁, 안 사장, 천 사장, 조성재, 발데즈, 메지아 | 권태운                                                                 | 1981년 6월 21일 (37세), 닭띠          | 810621 - 1210308 | 183cm, 71kg       | 대한민국 | 한국어       | 대한민국 특수부대 (전역) 민간군사기업 용병 (퇴출) 황제 카지노 (행동대장)                                                       | 대규모 온라인 불법 도박 조직을 움직이는 특수부대 용병 출신, 죽은 동철의 친구. 흑화한 정태석.) | 범죄자   | 군인, 용병 (이전) 온라인 카지노 간부 (현재) | 맨몸, 나이프                | 권총, 테이블 나이프 | 흑표범   |
| 박지환 | 장이수        | Zhang Yishuai (張夷帥) | 남성 | 마석도, 장태수, 김만재, 양종수, 정다윗, 한지수, 강남수, 만 사장, 천 사장                                                        | 백창기, 이 과장 | 장동철, 권태운, 고재혁                                                 | 1971년 (47세), 돼지띠                 |                  | 175cm, 80kg       | 중국     | 한국어, 영어 | 전 이수파 두목 (1편) → 전 코리안드림국제결혼 사장 (2편) → 오락실 회장 (3편 쿠키영상 → 현재) 스포일러                           | 다시 돌아온 히든카드. 신 스틸러 및 개그 캐릭터)                                               | 범죄자   | 조직폭력배 (오락실 회장) 스포일러           | 맨몸 (1편), 몽둥이 (경찰봉) |                     |          |
| 이동휘 | 장동철(†)     | Chang Dong-cheol       | 남성 | 고재혁, 최유성 | 백창기, 권태운 | 마석도, 장태수, 김만재, 양종수, 정다윗, 한지수, 강남수, 조지훈, 이상용 | 1981년 5월 18일 ~ 2018년 (37세), 닭띠 |                  | 179cm             | 대한민국 | 한국어       | 황제 카지노 (창업자 및 공동 운영자) QM 홀딩스 (대표이사)                                                                       | IT 업계의 천재 CEO, 창기의 친구. 흑화한 이주봉                                                | 범죄자   | 기업인 (QM 홀딩스)                          | 권총                        |                     | 독사     |

### 조연
| 배우   | 배역 + 원어명 | 배역 + 원어명     | 성별 | 인간관계 | 인간관계                                                                         | 인간관계                                                                                                  | 출생                               | 주민번호         | 신체        | 국적 | 언어         | 소속 | 등장인물 | 직업                          | 무기                  | 특별무기    |
| 배우   | 배역 + 원어명 | 배역 + 원어명     | 성별 | 우호적인 관계                                                                                                  | 적대적인 관계                                                                    | 애매한 관계                                                                                               | 출생                               | 주민번호         | 신체        | 국적 | 언어         | 소속 | 등장인물 | 직업                          | 무기                  | 특별무기    |
| ------ | ------------- | ----------------- | ---- | --- | -------------------------------------------------------------------------------- | --- | ---------------------------------- | ---------------- | ----------- | ---- | ------------ | --- | -------- | ----------------------------- | --------------------- | ----------- |
| 이범수 | 장태수        | Jang Tae-soo      | 남성 | 마석도, 장이수, 김만재, 양종수, 정다윗, 한지수, 강남수, 만 사장, 천 사장, 김진숙, 소율, 이상용, 권일용, 진연호 | 백창기, 조지훈, 제이슨, 이 과장                                                  | 장동철, 권태운, 최유성, 고재혁, 조성재, 노랑머리                                                          | 1970년 (48세), 개띠                |                  |             | 한국 | 한국어       | 서울지방경찰청 광역수사대 팀장. | 경찰     | 경찰공무원 (형사)             |                       |             |
| 김민재 | 김만재        | Kim Man-jae       | 남성 | 마석도, 장이수, 장태수, 양종수, 정다윗, 한지수, 강남수, 김진숙, 소율, 이상용, 권일용, 진연호                   | 백창기, 조지훈, 제이슨, 이 과장                                                  | 장동철, 권태운, 최유성, 고재혁, 조성재, 노랑머리                                                          | ?                                  |                  |             | 한국 | 한국어, 영어 | 서울지방경찰청 광역수사대 마석도의 오른팔 형사. (이 영화의 서브 주인공 2) | 경찰     | 경찰공무원 (형사)             | 맨몸, 몽둥이 (경찰봉) |             |
| 이지훈 | 양종수        | Yang Jong-soo     | 남성 | 마석도, 장이수, 장태수, 김만재, 정다윗, 한지수, 강남수, 허윤옥, 김진숙, 소율, 이상용, 권일용, 진연호           | 백창기, 조지훈, 제이슨, 이 과장                                                  | 장동철, 권태운, 최유성, 고재혁, 조성재, 노랑머리                                                          | ?                                  |                  |             | 한국 | 한국어, 영어 | 서울지방경찰청 광역수사대 베테랑 형사. | 경찰     | 경찰공무원 (형사)             | 몽둥이 (경찰봉)       |             |
| 김도건 | 정다윗        | Jung David        | 남성 | 마석도, 장이수, 장태수, 김만재, 양종수, 한지수, 강남수, 허윤옥, 김진숙, 소율, 이상용, 권일용, 진연호           | 백창기, 조지훈, 제이슨, 이 과장                                                  | 장동철, 권태운, 최유성, 고재혁, 조성재, 노랑머리                                                          | ?                                  |                  |             | 한국 | 한국어       | 서울지방경찰청 광역수사대 막내 형사. | 경찰     | 경찰공무원 (형사)             | 몽둥이 (경찰봉)       |             |
| 이주빈 | 한지수        | Han Ji-soo        | 여성 | 마석도, 장이수, 장태수, 김만재, 양종수, 정다윗, 강남수, 만 사장, 천 사장, 이상용, 권일용                       | 백창기, 조지훈, 제이슨, 이 과장                                                  | 장동철, 권태운, 최유성, 고재혁, 조성재, 노랑머리                                                          | ?                                  |                  |             | 한국 | 한국어       | 서울지방경찰청 사이버수사대 형사. | 경찰     | 경찰공무원 (형사)             |                       |             |
| 김신비 | 강남수        | Kang Nam-soo      | 남성 | 마석도, 장이수, 장태수, 김만재, 양종수, 정다윗, 한지수, 이상용, 권일용                                         | 백창기, 조지훈, 제이슨, 이 과장                                                  | 장동철, 권태운, 최유성, 고재혁, 조성재, 노랑머리                                                          | ?                                  |                  |             | 한국 | 한국어, 영어 | 서울지방경찰청 사이버수사대 형사. | 경찰     | 경찰공무원 (형사)             | 몽둥이 (경찰봉        |             |
| 김지훈 | 조지훈        | Cho Ji-hoon       | 남성 | 백창기, 제이슨, 이 과장, 권 사장, 최유성                                                                       | 마석도, 장태수, 김만재, 양종수, 정다윗, 한지수, 강남수                           | 권태운, 고재혁                                                                                            | 1982년 10월 12일 (36세), 개띠      | 821012 - 1204609 | 177cm, 78kg | 한국 | 한국어       | 대한민국 특수부대 (전역) 민간군사기업 용병 (퇴출) 황제 카지노 (부장) | 범죄자   | 군인 (이전)                   | 맨몸, 단검            | 캐리어 가방 |
| 김지훈 | 조지훈        | Cho Ji-hoon       | 남성 | 백창기, 제이슨, 이 과장, 권 사장, 최유성                                                                       | 마석도, 장태수, 김만재, 양종수, 정다윗, 한지수, 강남수                           | 권태운, 고재혁                                                                                            | 1982년 10월 12일 (36세), 개띠      | 821012 - 1204609 | 177cm, 78kg | 한국 | 한국어       | (인간말종 3. 이 영화의 더블 최종 보스격 중간 보스이자 메인 빌런의 오른팔. 창기의 오른팔) | 범죄자   | 군인 (이전)                   | 맨몸, 단검            | 캐리어 가방 |
| 안성봉 | 제이슨        | Jason             | 남성 | 백창기, 조지훈, 이 과장, 최유성                                                                                | 마석도, 장태수, 김만재, 양종수, 정다윗, 한지수, 강남수                           | | ?                                  |                  |             | 한국 | 한국어       | 용병 출신의 불법 온라인 도박 조직 황제 카지노 측 스파이의 일원 (인간말종 4. 이 영화의 메인 빌런의 왼팔 2이자 진실의 방의 두 번째 주인공. 창기의 왼팔이자 황제 카지노에 거점으로 활동하는 인물은 아니다.) | 범죄자   | 군인 (이전)                   |                       |             |
| 류지훈 | 이 과장       | Overstatement Lee | 남성 | 백창기, 조지훈, 제이슨, 최유성                                                                                 | 마석도, 장이수, 장태수, 김만재, 양종수, 정다윗, 한지수, 강남수, 만 사장, 천 사장 | |                                    |                  |             | 한국 | 한국어       | 불법 온라인 도박 조직 황제 카지노의 관리자 (인간말종 5. 본작의 메인 빌런의 왼팔 1.) | 범죄자   | 조직폭력배 (황제 카지노)      |                       |             |
| 배재원 | 최유성(†)     | Choi You-sung     | 남성 | 장동철 | 백창기                                                                           | 마석도, 장이수, 장태수, 김만재, 양종수, 정다윗, 한지수, 조지훈, 권태운, 제이슨                            |                                    |                  |             | 한국 | 한국어       | 불법 온라인 도박 조직 황제 카지노의 자금 세탁 담당 (인간말종 6. 이 영화의 진실의 방의 첫 번째 주인공) | 범죄자   | 조직폭력배 (황제 카지노)      |                       |             |
| 현봉식 | 권태운        | President Kwon    | 남성 | | 장동철                                                                           | 마석도, 백창기, 장이수, 장태수, 김만재, 양종수, 정다윗, 조지훈, 한지수, 강남수, 고재혁                    |                                    |                  |             | 한국 | 한국어       | QM 홀딩스의 죽은 동철이 고용한 조직폭력배 두목 (인간말종 7. 이 영화의 중간 보스. 죽은 동철이 고용한 조직폭력배 두목이자 죽은 동철의 오른팔)                                                              | 범죄자   | 조직폭력배 (황제 카지노)      | 단검                  |             |
| 김명기 | 고재혁(†)     | Ko Jae-hyuk       | 남성 | 장동철 | 백창기                                                                           | 마석도, 장이수, 장태수, 김만재, 양종수, 정다윗, 한지수, 강남수, 이 과장, 권태운, 최유성, 만 사장, 천 사장 | 1968년 11월 28일 (50세) (원숭이띠) | 681128 - 1229006 |             | 한국 | 한국어       | 죽은 동철의 부하 (죽은 동철의 왼팔) | 범죄자   | 기업인 (QM 홀딩스)            |                       |             |
| 이상진 | 노랑머리      | Yellow Hair       | 남성 | |                                                                                  | 마석도, 장이수, 장태수, 김만재, 양종수, 정다윗, 한지수, 강남수, 만 사장, 천 사장                          |                                    |                  |             | 한국 | 한국어       | 마약배달원 (이 영화의 엑스트라 보스) | 범죄자   | 조직폭력배 (마약조직)         |                       |             |
| 김영웅 | 만 사장       | President Man     | 남성 | 마석도, 장이수, 장태수, 한지수, 천 사장                                                                        | 백창기, 조지훈, 제이슨, 이 과장                                                  | 장동철, 권태운, 최유성, 고재혁                                                                            |                                    |                  |             | 한국 | 한국어       | 서울의 한 카지노의 사장이자 천 사장의 친구 (이 영화의 조력자 2) | 범죄자   | 조직폭력배 (서울 나이트 클럽) |                       |             |
| 곽자형 | 천 사장       | President Cheon   | 남성 | 마석도, 장이수, 장태수, 한지수, 만 사장                                                                        | 백창기, 조지훈, 제이슨, 이 과장                                                  | 장동철, 권태운, 최유성, 고재혁                                                                            |                                    |                  |             | 한국 | 한국어       | 서울의 한 카지노의 사장이자 만 사장의 친구 (이 영화의 조력자 3) | 범죄자   | 조직폭력배 (서울 나이트 클럽) |                       |             |

### 그 외
| 배우          | 배역              | 성별 | 인간관계                                       | 인간관계                       | 인간관계                                                                       | 출생 | 국적     | 언어   | 소속                                      | 등장인물 | 직업                | 무기   |
| 배우          | 배역              | 성별 | 우호적인 관계                                  | 적대적인 관계                  | 애매한 관계                                                                    | 출생 | 국적     | 언어   | 소속                                      | 등장인물 | 직업                | 무기   |
| ------------- | ----------------- | ---- | ---------------------------------------------- | ------------------------------ | ------------------------------------------------------------------------------ | ---- | -------- | ------ | ----------------------------------------- | -------- | ------------------- | ------ |
| 임소율        | 소율              | 여성 | 마석도, 장태수, 김만재, 양종수, 정다윗, 김진숙 |                                |                                                                                |      | 대한민국 | 한국어 |                                           | 일반인   | 초등학생            |        |
| 백승환        | 조성재            | 남성 | 발데즈, 메지아                                 | 백창기, 조지훈, 이 과장        | 마석도, 장이수, 장태수, 김만재, 양종수, 정다윗, 한지수, 강남수, 이상용, 진연호 |      | 대한민국 | 한국어 | 마약 밀매 조직 (이 영화의 최대 피해자 1)  | 일반인   | 카지노 프로그래머   |        |
| 민효경        | 호텔청소아줌마(†) | 여성 | 마석도, 김만재, 양종수                         | 백창기, 조지훈, 제이슨         |                                                                                |      | 대한민국 | 한국어 | 코인상장파티 청소부 직원                  | 일반인   | 청소부              |        |
| 니코 안토니오 | 발데즈(†)         | 남성 | 조성재                                         | 백창기, 조지훈, 이 과장        | 마석도, 장태수, 이상용                                                         |      | 필리핀   | 영어   | 필리핀 국가경찰 (이 영화의 최대 피해자 2) | 경찰     | 경찰공무원 (형사)   | 권총   |
| ???           | 메지아(†)         | 남성 | 조성재                                         | 백창기, 조지훈, 이 과장        | 마석도, 장태수, 이상용                                                         |      | 필리핀   | 영어   | 필리핀 국가경찰 (이 영화의 최대 피해자 3) | 경찰     | 경찰공무원 (형사)   | 권총   |
| ???           | 교통경찰 2인조    | 남성 | 장이수                                         |                                |                                                                                |      | 대한민국 | 한국어 |                                           | 경찰     | 경찰공무원 (형사)   |        |
| 정서호        | 코인 심사관       | 남성 | 장동철, 권태운, 고재혁                         |                                |                                                                                |      | 대한민국 | 한국어 |                                           | 범죄자   | 기업인 (QM 홀딩스)  |        |
| 김호준        | 최명훈            | 남성 | 없음                                           | 마석도, 김만재, 양종수, 정다윗 | 장이수, 한지수                                                                 |      | 대한민국 | 한국어 | 크로스 카지노 영업꾼                      | 범죄자   | 조직폭력배 (호객꾼) | 나이프 |
| 주미진        | 하보람            | 여성 | 마석도, 장태수, 정다윗                         |                                |                                                                                |      | 대한민국 | 한국어 | 비행기의 객실 사무장                      | 일반인   | 승무원              |        |

### 단역
- 조진결: 지원형사 1 역
- 백종학: 지원형사 2 역
- 최현도: 지원형사 3 역
- 강준석: 접견실형사 역
- 정유겸: 교통경찰 역
- 김선문: 방귀형사 역
- 김모범: 마약꼬붕 1 역
- 주석인: 마약꼬붕 2 역
- 박근정: 마약꼬붕 3 역
- 최순진: 마약범 1 역
- 강전영: 마약범 2 역
- 정지영: 장례지도사 역
- 고서정: 장례관리자 역
- 조현식: 대박카지노 매니저 역
- 정기욱: 백조직원 1 역 - 황제 카지노의 백창기 부하, 악남.
- 김근혁: 권조직원 1 역 - QM 홀딩스의 권사장 부하. 악남.
- 장태민: 문지기깡패 역
- 임서아: 장이수 여자친구 1 역
- 메건: 장이수 여자친구 2 역
- 강신철: 투자자 1 역
- 유성안: 투자자 2 역
- 김형국: 투자자 3 역
- 이한솔: 장이수 쫄따구 1 역
- 홍상우: 장이수 쫄따구 2 역
- 서원준: 공항경찰 역
- 이가회: 기자 역
- 김시영: 앵커 역
- 박현진: 대박딜러 역
- 강지연: 초대박딜러 1 역
- 지지안: 초대박딜러 2 역
- 우지영: 횟집 회사원 1 역
- 김예소리: 횟집 히사원 2 역
- 김대근: 만 사장 부하 역 - 서울 나이트 클럽 조폭.
- 선율우: 천 사장 부하 역 - 서울 나이트 클럽 조폭.
- 양해준: 천 사장 부하 역 - 서울 나이트 클럽 조폭.

### 특별출연
| 배우   | 배역 + 원어명 | 배역 + 원어명        | 성별 | 인간관계 | 인간관계                        | 인간관계                               | 국적     | 언어   | 소속                                                                   | 등장인물 | 직업                                    |
| 배우   | 배역 + 원어명 | 배역 + 원어명        | 성별 | 우호적인 관계 | 적대적인 관계                   | 애매한 관계                            | 국적     | 언어   | 소속                                                                   | 등장인물 | 직업                                    |
| ------ | ------------- | -------------------- | ---- | --- | ------------------------------- | -------------------------------------- | -------- | ------ | ---------------------------------------------------------------------- | -------- | --------------------------------------- |
| 정인기 | 이상용        | Lee Sang-yong        | 남성 | 마석도, 장이수, 장태수, 김만재, 양종수, 정다윗, 한지수, 강남수, 만 사장, 천 사장, 권일용, 진연호                               | 백창기, 조지훈, 제이슨, 이 과장 | 장동철, 권태운, 최유성, 고재혁, 조성재 | 대한민국 | 한국어 | 전 서울금천경찰서 경찰서장 (1편, 2편) → 서울서일경찰서 경찰차장 (현재) | 경찰     | 경찰공무원 (서장) (1편, 2편) 차장 (4편) |
| 권일용 | 권일용        | Kwon Il-yong         | 남성 | 마석도, 장이수, 장태수, 김만재, 양종수, 정다윗, 한지수, 강남수, 만 사장, 천 사장, 이상용, 진연호                               | 백창기, 조지훈, 제이슨, 이 과장 | 장동철, 권태운, 최유성, 고재혁, 조성재 | 대한민국 | 한국어 | 서울서일경찰서 경찰청장                                                | 경찰     | 경찰공무원 (청장)                       |
| 박보경 | 진연호        | Jin Yeon-ho          | 여성 | 마석도, 장이수, 장태수, 김만재, 양종수, 정다윗, 한지수, 강남수, 만 사장, 천 사장, 이상용, 권일용                               |                                 | 장동철, 권태운, 최유성, 고재혁, 조성재 | 대한민국 | 한국어 | 국립과학수사연구원 서울연구소 교수                                     | 일반인   | 연구원 (부검의)                         |
| 김수진 | 김진숙        | Kim Jin-sook         | 여성 | 마석도, 장이수, 장태수, 김만재, 양종수, 정다윗, 한지수, 강남수, 만 사장, 천 사장, 소율, 조성재, 이상용, 권일용, 진연호         |                                 |                                        | 대한민국 | 한국어 |                                                                        | 일반인   | 주방장                                  |
| 배해선 | 허윤옥(†)     | Jo Sung-jae's Mother | 여성 | 마석도, 장이수, 장태수, 김만재, 양종수, 정다윗, 한지수, 강남수, 만 사장, 천 사장, 조성재, 김진숙, 소율, 이상용, 권일용, 진연호 |                                 |                                        | 대한민국 | 한국어 |                                                                        | 일반인   |                                         |

### 스턴트 대역
- 윤성민 : 마석도 대역
- 윤호중 : 백창기 대역
- 윤희성 : 김만재 대역
- 김한준, 김연준, 천준호 : 조부장 대역
- 김진우 : 조성재 대역

## 일본판 성우진
- 코야마 리키야: 마석도(마동석)
- 사쿠라이 타카히로: 백창기(김무열)
- 사토 세츠지: 장이수(박지환)
- 후쿠야마 쥰: 장대표(이동휘)
- 모리쿠보 쇼타로: 장태수(이범수)
- 이이지마 하지메: 김만재(김민재)
- 사사키 히로: 양종수(이지훈)
- 타다 케이타: 정다윗(김도건)
- 이와카와 타쿠고: 조부장(김지훈)
- 카네미츠 노부아키: 권사장(현봉식)
- 호다카 미에노: 한지수(이주빈)
- 코구레 코세키: 강남수(김신비)
- ?: 이과장(류지훈)
- ?: 최유성(배재원)
- ?: 제이슨(용병)(안성봉)
- ?: 만사장(김영웅)
- ?: 천사장(곽자형)
- 엔 시탄: 고대표(김명기)
- ?: 조성재(백승환)
- ?: 노랑머리(이상진)
- ?: 경찰차장(정인기)
- ?: 경찰청장(권일용)
- ?: 김진숙(김수진)
- 에이코 하나와: 성재 모(배해선)
- ?: 부검의(박보경)

## VIP 시사회
- 세븐틴 호시
- 이제훈
- 유연석
- 차은우
- 이승기
- 서현
- 이준
- 이준영
- 이진혁
- 유라
- 마동석, 김무열, 박지환, 이동휘 = 범죄도시 시리즈 4편의 주연
- 감독 허명행
- 김민재, 이지훈, 김도건, 이주빈, 김신비 = 범죄도시 시리즈 4편의 형사팀
- 김지훈, 류지훈, 배재원, 안성봉 = 범죄도시 시리즈 4편의 빌런팀
- 조세호
- 고규필, 차우진
- 전석호, 하준, 안세호, 이준혁
- 손지영
- 노정의
- 안지혜
- 낸시
- 윤승아
- 박진주
- 배윤경
- 신수현
- 오윤아
- 한지혜
- 정서하
- 유희관 선수
- 김현숙
- 유선호
- 권은빈
- 정지소
- 뮤지, 송진우
- 메이트리
- 문승유
- 최명빈
- 장윤주
- 김나운
- 양동근
- 송승하
- 김지은
- 백지영, 정석원
- 박하나
- 안보현
- 김예원
- 김주령
- 오나라
- 오연서
- 장규리
- 진영
- 서현우
- 정태우, 장인희
- 유빈
- 배누리
- 싸이
- 소유
- 강혜원
- 아누팜
- 김영웅
- 정초록

## 사운드트랙
OST에서는 최유성 살해 장면은 나오지 않았다.
- 1. The Beginning = 조성재 살해 장면
- 2. Hiding Drugs = 마약범 등장
- 3. Homicide Detectiver = 마석도 등장
- 4. Surprise Attack = 광수대 마약 배달 아지트 습격
- 5. Workplace = 황제 카지노 작업장 장면
- 6. Shut It Down = 백창기 도박 작업장 습격
- 7. Keep Your Promise
- 8. Restart
- 9. Operation Begins
- 10. Small Fries
- 11. Dividend
- 12. Mr. Jang = 장이수 등장
- 13. Jang's Plan
- 14. Believe Jang
- 15. He's Crazy
- 16. Fugitive = 최유성 체포 장면
- 17. Easy Kill = 고 대표 살해 장면
- 18. Evidence from Death = 고 대표 시신 장면
- 19. Bad News = 고 대표 시신 뉴스 장면
- 20. Round One = 화장실 전투씬
- 21. Attack the Devil = 백창기 vs 권사장 패거리 싸움 장면
- 22. Operation Instructions
- 23. To the Philippines = 장이수 & 광수대 필리핀 출국 장면
- 24. Jang Dong-Chul's End = 장동철 살해 장면
- 25. It’s Time to Move Out
- 26. Police Rally
- 27. Good Will Win = 광수대 장동철 사무실 습격 & 마석도 백창기 추격
- 28. Final Punishment = 마석도 vs 백창기 & 조지훈
- 29. City Cleaner = 엔딩 크레딧
- 30. Rough Life (feat. PARK JI HWAN) = 대찬인생 (박지환)

## 에피소드
'범죄도시' 시리즈는 한국 영화 사상 '최초'의 트리플 천만이라는 기록을 세웠다. 해외 영화로는 '어벤져스' 시리즈가 국내에서 3편의 천만 영화를 냈지만, 한국 영화 중 3편을 낸 시리즈는 '범죄도시'가 유일하다.

## 수상 목록
- 2024년 서울국제영화대상 신인감독상 (허명행)
- 2024년 서울국제영화대상 작품상 (범죄도시4)

## 참고 사항
- 4편의 최종 보스 백창기 역을 맡은 김무열이 벌크업으로 덩치가 상당히 커진 사진이 공개되었다. 따라서 김무열이 맡은 백창기가 전작들의 장첸, 강해상, 주성철처럼 육체파쪽 주먹싸움 위주로 범죄를 일으키는 빌런일 확률이 높으며, 어쩌면 백창기는 장첸, 강해상과 주성철 & 리키보다 더 강력한 힘과 실력을 가진 빌런일 확률 또한 높다.
- 범죄도시 시리즈의 최종보스 역할을 맡은 2017년에 개봉한 1편에 출연한 윤계상, 2022년에 개봉한 2편에 출연한 손석구, 2023년에 개봉한 3편에 출연한 이준혁이 전작의 셋 다 영화 개봉 날에는 39세였지만 2024년에 개봉한 4편에 출연한 김무열은 영화 개봉 날에는 42세였다.
- 작중 김무열표의 메인빌런 백창기가 마석도와 싸우면서 제일 끈질긴 싸움이 될 것이고, 또 마석도에게 제일 유효타를 많이 내고 데미지를 엄청 많이 줄 것이라고 이미 언급한 바 있다.
- 해당 배우는 마동석이 김무열과 함께 악인전 이후 5년 만에 다시 재회하는데, 악인전에서 각각 조폭두목 장동수, 경찰 정태석 역을 맡아 연쇄살인범 강경호를 잡는 우호적인 관계였지만, 범죄도시 시리즈에서는 역할이 바뀌고 각각 주인공 괴물형사 마석도와 라이벌인 황제 카지노 행동대장 백창기를 맡아 최악의 적대적인 관계가 된다.
- 담당 배우 이동휘는 마석도 역의 마동석과 부라더에서 같이 공동 출연한 바가 있다. 부라더 이후 7년 만에 마동석과 이동휘가 범죄도시4에서 다시 재회한다. 부라더에서는 이동휘가 동생의 주봉 역으로 형의 석봉을 맡은 마동석과 우호하는 관계였지만 범죄도시 시리즈에서는 역할이 바뀌고 애매한 관계가 된다.
- 처음에는 김무열과 이동휘가 동시에 빌런으로 알려져서, 이 두 빌런이 친형제 빌런 혹은 1편의 장첸과 위성락처럼 대장과 부하 빌런이라는 추측이 많이 있었으나 둘 다 모두 틀린 추측이었다. 김무열과 이동휘는 동업자 빌런 즉, 온라인 불법 코인, 토토 지주이다.
- 4편의 새로운 주연은 1982년생과 1985년생이 등장했으며, 전작 일일드라마 태양의 계절은 연인관계 - 영화 범죄도시 시리즈는 악역 동업관계.[38]
- 범죄도시 시리즈 최초로 제74회 베를린 국제 영화제에 초청되었다.
- 일일드라마 또한 액션 영화와 너무 비슷하다. 김무열은 5연속 악역으로 맡아 최종적으로[39] 또 한 가지가 있다면 일일드라마 또한 액션 영화 주제도 의류와 관련된 주제이다.
- 2024년 4월 26일, 새 스틸컷 10장이 공개되었다.
- 2024년 4월 30일, 박지환 '대찬인생' (feat. 장이수) 뮤직비디오 및 엔딩 크레딧이 공개되었다.
- 2024년 5월 1일, 새 스틸컷 7장이 공개되었다. 500만 관객 분들의 넘치는 사랑, 과분❤진심으로 감사드립니다! 영상이 공개되었다.
- 2024년 5월 15일, 1,000만 관객 돌파!!!! 공개되었다.
- 2024년 5월 16일, 흥행 감사 쇼케이스 Full ver. 공개되었다.
- 2024년 5월 23일, 백창기 파이널 포스터가 공개되었다.
- 2024년 7월 1일, VOD가 공개되었다.
- 2024년 9월 27일, 일본에서 개봉한다.
- 이상용 역할을 맡았던 정인기는 1편과 2편은 서울금천경찰서 경찰서장이었으나, 4편에서는 서울지방경찰청 경찰차장으로 이동한다.
- 1편 ~ 3편에서는 서문호, 이태규, 정수원이 출연했지만 이번 작품에서는 출연하지 않는다.
- SBS 일일 드라마 《아내가 돌아왔다》의 한강수, KBS2 드라마 스페셜 《잊혀진 계절》의 허준기, U+모바일tv 드라마 《하이쿠키》의 유성필 / 최건우, 영화 《인랑》의 한상우, 영화 《보이스》의 곽동팔, 영화 《대외비》의 김필도, 영화 《발레리나》의 조대식과 이 작품의 김무열의 대표적인 악역이다. 한강수, 한상우, 곽동팔, 조대식, 백창기 여덟 다 악역은 맞지만 백창기는 완전체 악인이다.[40]
- 마동석, 이범수, 김민재, 이지훈, 김도건은 전편 《범죄도시3》 이후로 두 번째로 호흡을 맞추는 계기가 되었다.
- 마동석, 김무열은 영화 《인류멸망보고서 (멋진 신세계)》 이후로 12년 만에 재회하여 캐스팅 되었다.
- 마동석, 김무열, 안성봉, 박보경은 영화 《악인전》 이후 약 5년 만에 재회하여 캐스팅 되었다.
- 마동석, 이동휘는 영화 《부라더》 이후 약 7년 만에 재회하여 캐스팅 되었다.
- 마동석, 이동휘, 김민재는 영화 《베테랑》 이후로 8년 만에 재회하여 캐스팅 되었다.
- 마동석, 박지환, 김민재는 영화 《성난황소》 이후로 6년 만에 출연하는 작품이며, 《그라운드 제로》 이후로 3년 만에 재회하여 캐스팅 되었다.
- 마동석, 박지환, 정인기는 천만 영화 《범죄도시2》 이후로 2년 만에 두 번째로 호흡을 맞추는 계기가 되었다.
- 마동석, 안성봉은 영화 《황야》 이후로 3개월 만에 재회하여 캐스팅 되었다.
- 김무열, 영화 《발레리나》 이후로 1년 만에 재회하여 캐스팅 되었다.
- 김무열, 박지환은 영화 《대립군》 이후 약 7년 만에 출연하는 작품이며, 티빙 드라마 《우씨왕후》 이후 약 1달 만에 재회하여 캐스팅 되었다.
- 김무열, 김민재는 OCN 주말드라마 《나쁜 녀석들: 악의 도시》 이후로 7년 만에 출연하는 작품이며, 영화 《대외비》 이후로 1년 만에 재회하여 캐스팅 되었다.
- 김무열, 김도건은 넷플릭스 드라마 《소년심판》 이후로 2년 만에 재회하여 캐스팅 되었다.
- 김무열, 안성봉은 디즈니+ 드라마 《그리드》 이후로 2년 만에 재회하여 캐스팅 되었다.
- 김무열, 현봉식은 영화 《머니백》 이후로 6년 만에 재회하여 캐스팅 되었다.
- 이동휘, 박지환은 영화 《집으로 가는 길》 이후로 11년 만에 재회하여 캐스팅 되었다.
- 이동휘, 이범수는 영화 《뷰티 인사이드》 이후로 9년 만에 재회하여 캐스팅 되었다.
- 이동휘, 김민재는 영화 《우는 남자》 이후로 10년 만에, 영화 《베테랑》 이후로 9년 만에 재회하여 캐스팅 되었다.
- 이동휘, 김민재, 니코 안토니오는 디즈니+ 드라마 《카지노》 이후로 2년 만에 재회하여 캐스팅 되었다.
- 이동휘, 안성봉은 천만영화 《극한직업》 이후로 6년 만에 재회하여 캐스팅 되었다.
- 박지환, 이범수는 영화 《짝패》 이후 약 18년 만에 재회하여 캐스팅 되었다.
- 박지환, 김민재는 영화 《무뢰한》 이후로 9년 만에 재회하는 작품이며, 영화 《한산: 용의 출현》 이후 약 2년 만에 재회하여 캐스팅 되었다.
- 현봉식, 안성봉은 천만영화 《서울의 봄》 이후로 1년 만에 재회하여 캐스팅 되었다.
- 이주빈은 KBS 2TV 주말 드라마 《하나뿐인 내편》 이후로 6년 만에 재회하는 작품이며, tvN 토일 드라마 《눈물의 여왕》 이후로 1개월 만에 재회하여 캐스팅 되었다.
- 김신비는 SBS 금토 드라마 《재벌X형사》 이후로 5개월 만에 재회하여 캐스팅 되었다.
- 류지훈, 안성봉은 영화 《올빼미》 이후로 2년 만에 재회하여 캐스팅 되었다.
- 배재원은 JTBC 수목 드라마 《인사이더》 이후로 2년 만에 재회하여 캐스팅 되었다.
- 정인기는 영화 《화사한 그녀》 이후로 1년 만에 재회하여 캐스팅 되었다.
- 경찰행정학과 겸임교수로 재직 중이며 대한민국 1호 프로파일러 출신 권일용이 처음으로 출연하는 한국 영화 작품이다.
- 조직폭력배 전문 배우 선율우와 김대근은 드라마 《비밀과 거짓말》, 《시간이 멈추는 그때》, 《대박부동산》, 영화 《바운티 헌터스: 현상금사냥꾼》, 《염력》, 《신과함께: 인과 연》, 《언니》, 《퍼펙트맨》, 《비스트》, 《사냥의 시간》, 《범죄도시2》 등에 이어서 이 작품에서도 출연한다.
- 범죄도시 시리즈의 극중 일일드라마와 천만 영화 처음 출연한 배우가 있다. 강윤[41], 김무열[42]

## 같이 보기
- 범죄도시
- 범죄도시2
- 범죄도시3
- 범죄도시5
- 범죄도시6
- 범죄도시7
- 범죄도시8
- 범죄도시 시리즈

## 역대 범죄조직
- 중국 조선족 조직 및 살인 (1편)
- 대한민국 국외 및 국내 납치 살인 (2편)
- 대한민국 부패 경찰 & 일본 야쿠자 조직 (3편)
- 중국 마피아 조직 및 살인 (5편)
- (6편)
- (7편)
- (8편)

## 빌런 정보
| 범죄도시 시리즈 메인 빌런 | 범죄도시 시리즈 메인 빌런               | 범죄도시 시리즈 메인 빌런               | 범죄도시 시리즈 메인 빌런               |
| 1부                       | 1부                                     | 1부                                     | 1부                                     |
| 범죄도시                  | 범죄도시2                               | 범죄도시3                               | 범죄도시4                               |
| ------------------------- | --------------------------------------- | --------------------------------------- | --------------------------------------- |
| 장첸                      | 강해상                                  | 주성철, 리키                            | 백창기                                  |
| 2부                       |                                         |                                         |                                         |
| 범죄도시5                 | 범죄도시6                               | 범죄도시7                               | 범죄도시8                               |
| 첸강 스포일러             | ??? (페이크 최종보스) ??? (진 최종보스) | ??? (페이크 최종보스) ??? (진 최종보스) | ??? (페이크 최종보스) ??? (진 최종보스) |

| 범죄도시 시리즈 최종 보스 | 범죄도시 시리즈 최종 보스               | 범죄도시 시리즈 최종 보스               | 범죄도시 시리즈 최종 보스               |
| 1부                       | 1부                                     | 1부                                     | 1부                                     |
| 범죄도시                  | 범죄도시2                               | 범죄도시3                               | 범죄도시4                               |
| ------------------------- | --------------------------------------- | --------------------------------------- | --------------------------------------- |
| 장첸                      | 강해상                                  | 주성철                                  | 백창기                                  |
| 2부                       |                                         |                                         |                                         |
| 범죄도시5                 | 범죄도시6                               | 범죄도시7                               | 범죄도시8                               |
| 첸강 스포일러             | ??? (페이크 최종보스) ??? (진 최종보스) | ??? (페이크 최종보스) ??? (진 최종보스) | ??? (페이크 최종보스) ??? (진 최종보스) |

| 범죄도시 시리즈 더블 최종 보스격 중간 보스 | 범죄도시 시리즈 더블 최종 보스격 중간 보스 | 범죄도시 시리즈 더블 최종 보스격 중간 보스 | 범죄도시 시리즈 더블 최종 보스격 중간 보스 |
| 1부                                        | 1부                                        | 1부                                        | 1부                                        |
| 범죄도시                                   | 범죄도시2                                  | 범죄도시3                                  | 범죄도시4                                  |
| ------------------------------------------ | ------------------------------------------ | ------------------------------------------ | ------------------------------------------ |
| 없음                                       | 없음                                       | 리키                                       | 조지훈                                     |
| 2부                                        |                                            |                                            |                                            |
| 범죄도시5                                  | 범죄도시6                                  | 범죄도시7                                  | 범죄도시8                                  |
| 스포일러                                   | ???                                        | ???                                        | ???                                        |

| 범죄도시 시리즈 중간 보스 | 범죄도시 시리즈 중간 보스 | 범죄도시 시리즈 중간 보스 | 범죄도시 시리즈 중간 보스 |
| 1부                       | 1부                       | 1부                       | 1부                       |
| 범죄도시                  | 범죄도시2                 | 범죄도시3                 | 범죄도시4                 |
| ------------------------- | ------------------------- | ------------------------- | ------------------------- |
| 위성락, 양태              | 장기철 & 장순철           | 김용국, 마하              | 권태운                    |
| 2부                       |                           |                           |                           |
| 범죄도시5                 | 범죄도시6                 | 범죄도시7                 | 범죄도시8                 |
| ???                       | ???                       | ???                       | ???                       |

| 범죄도시 시리즈 서브 빌런 | 범죄도시 시리즈 서브 빌런 | 범죄도시 시리즈 서브 빌런  | 범죄도시 시리즈 서브 빌런 |
| 1부                       | 1부                       | 1부                        | 1부                       |
| 범죄도시                  | 범죄도시2                 | 범죄도시3                  | 범죄도시4                 |
| ------------------------- | ------------------------- | -------------------------- | ------------------------- |
| 장이수, 안성태, 도승우    | 없음                      | 토모카와 료, 이치조 요시오 | 장동철                    |
| 2부                       |                           |                            |                           |
| 범죄도시5                 | 범죄도시6                 | 범죄도시7                  | 범죄도시8                 |
| ??? ???                   | ??? ???                   | ??? ???                    | ??? ???                   |

| 범죄도시 시리즈 메인 빌런의 오른팔 | 범죄도시 시리즈 메인 빌런의 오른팔 | 범죄도시 시리즈 메인 빌런의 오른팔 | 범죄도시 시리즈 메인 빌런의 오른팔 |
| 1부                                | 1부                                | 1부                                | 1부                                |
| 범죄도시                           | 범죄도시2                          | 범죄도시3                          | 범죄도시4                          |
| ---------------------------------- | ---------------------------------- | ---------------------------------- | ---------------------------------- |
| 위성락                             | 두익                               | 김용국, 마하                       | 조지훈                             |
| 2부                                |                                    |                                    |                                    |
| 범죄도시5                          | 범죄도시6                          | 범죄도시7                          | 범죄도시8                          |
| ??? ???                            | ??? ???                            | ??? ???                            | ??? ???                            |

| 범죄도시 시리즈 메인 빌런의 왼팔 | 범죄도시 시리즈 메인 빌런의 왼팔 | 범죄도시 시리즈 메인 빌런의 왼팔 | 범죄도시 시리즈 메인 빌런의 왼팔 |
| 1부                              | 1부                              | 1부                              | 1부                              |
| 범죄도시                         | 범죄도시2                        | 범죄도시3                        | 범죄도시4                        |
| -------------------------------- | -------------------------------- | -------------------------------- | -------------------------------- |
| 양태                             | 없음                             | 이강호, 마사                     | 이 과장, 제이슨                  |
| 2부                              |                                  |                                  |                                  |
| 범죄도시5                        | 범죄도시6                        | 범죄도시7                        | 범죄도시8                        |
| ??? ???                          | ??? ???                          | ??? ???                          | ??? ???                          |

## 최종 전투
| 범죄도시 시리즈 최종 전투 | 범죄도시 시리즈 최종 전투 | 범죄도시 시리즈 최종 전투 | 범죄도시 시리즈 최종 전투 |
| 1부                       | 1부                       | 1부                       | 1부                       |
| 범죄도시                  | 범죄도시2                 | 범죄도시3                 | 범죄도시4                 |
| ------------------------- | ------------------------- | ------------------------- | ------------------------- |
| 김포공항 화장실           | 지하차도 버스             | 고급 일식집               | 인천공항 기내 일등석      |
| 김포공항 화장실           | 지하차도 버스             | 구룡경찰서                | 인천공항 기내 일등석      |
| 2부                       |                           |                           |                           |
| 범죄도시5                 | 범죄도시6                 | 범죄도시7                 | 범죄도시8                 |
| 길거리                    | 공장                      | 미정                      | 미정                      |
| 지하철                    | 기차                      | 미정                      | 미정                      |